# Ugrovača
Ugrovača är ett vattendrag i Bosnien och Hercegovina.   Det ligger i entiteten Federationen Bosnien och Hercegovina, i den södra delen av landet, 80 km sydväst om huvudstaden Sarajevo.
Omgivningarna runt Ugrovača är en mosaik av jordbruksmark och naturlig växtlighet. Runt Ugrovača är det ganska tätbefolkat, med 93 invånare per kvadratkilometer.